# TOK10
《TOK10》는 TOKIO가 2004년 9월 1일 발매한 첫 커버 앨범이다.

## 설명
- TOKIO 데뷔 10주년 기념에 발매한 앨범으로, 자니즈 초대 가수부터 V6까지 역대 자니즈 가수의 대표 곡을 커버[2]하여 수록. 또, 데뷔곡 《LOVE YOU ONLY》를 재편곡하여 수록하였다.
- 각 곡의 프로듀서는 타카미자와 토시히코, 코니시 야스하루 등 호화 프로듀서가 집결했다.
- 멤버 전원이 보컬을 맡았다.
- 앨범으로서는 처음으로 오리콘 위클리 차트 1위 랭킹, 최고 초동판매량[3]을 기록하였다.

## 수록곡
1. 涙くんさよなら
2. ブルドッグ
3. よろしく哀愁
4. 抱きしめてTONIGHT
5. ギンギラギンにさりげなく
6. 100%…SOかもね!
7. 気まぐれ One Way Boy
8. 君だけに
9. DAYBREAK
10. パラダイス銀河
11. らいおんハート
12. フラワー
13. WAになっておどろう
14. LOVE YOU ONLY